# سیارک ۱۸۵۵۳۵
سیارک ۱۸۵۵۳۵ (به انگلیسی: 185535 Gangda، نامگذاری:2007WH56) صد و هشتاد و پنج هزار و پانصد و سی و پنجمین سیارک کشف شده‌است که در ۲۸ نوامبر ۲۰۰۷ کشف شد.